# Csúó-ku (Oszaka)

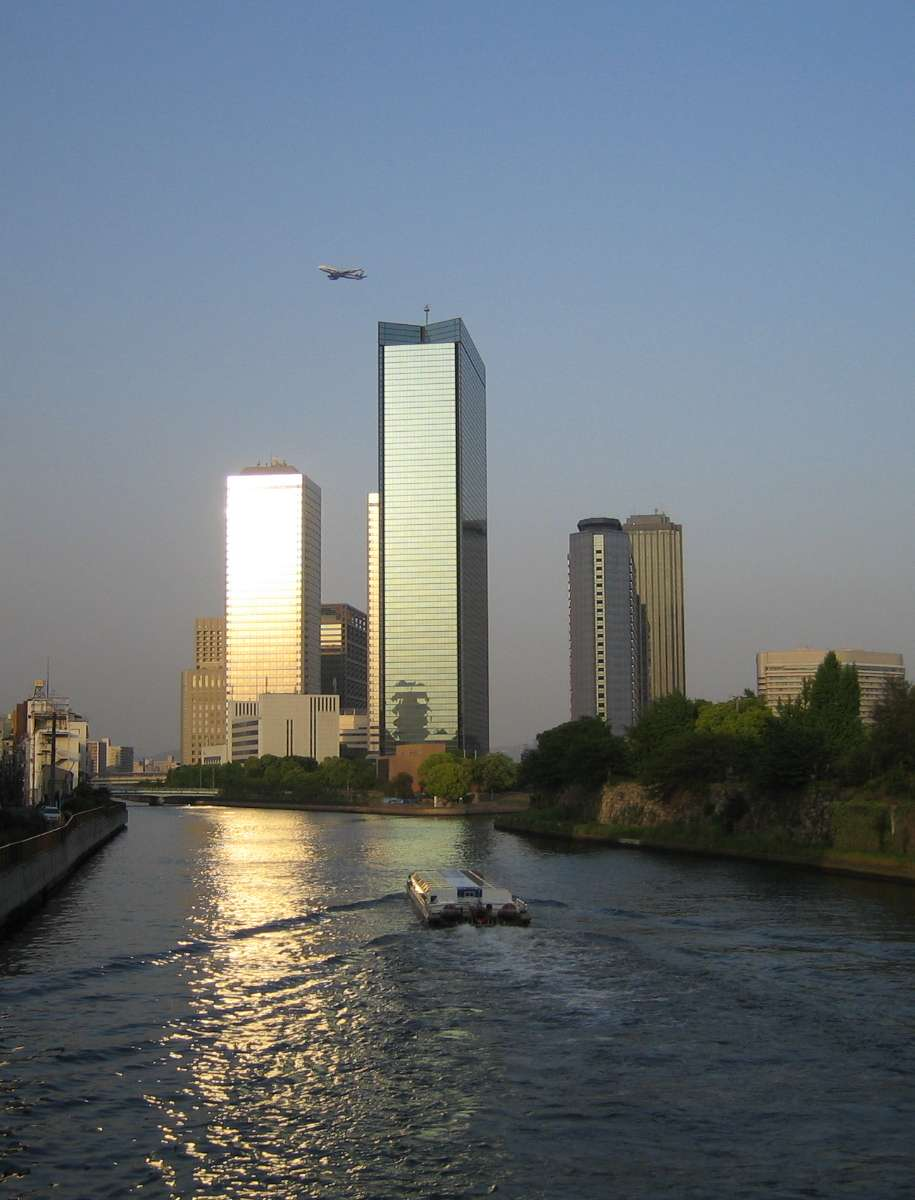
Ószakai Üzleti Park

Csúó-ku (中央区, Chūō-ku) egyike Oszaka japán város 24 városrészének. 8,88 km²-es területtel és mintegy 60 000 lakossal bír. Itt található Ószaka központi üzleti negyede és az Ószaka prefektúrai hivatalok.

## Jellegzetességei
- Amerikamura
- Bunraku Nemzeti Színház
- Oszakai Üzleti Park
- Oszakai várkastély
- Sinszaibasi

1. ↑  大阪府／大阪府の毎月推計人口. (Hozzáférés: 2021. április 2.)